# 33568 Godishala
33568 Godishala este o planetă minoră (asteroid) din centura de asteroizi. A fost descoperită pe 10 mai 1999 la Experimental Test Site⁠(d) de Lincoln Near-Earth Asteroid Research. 
Obiectul prezintă o orbită caracterizată de o semiaxă mare de 2,7558077 UAi, o excentricitate de 0,03, o înclinație de 4,19331 ° în raport cu ecliptica.